# Lame criblée de l'ethmoïde
La lame criblée de l'ethmoïde (lamina cribrosa, ossis ethmoidalis), anciennement lame horizontale de l'ethmoïde est une lame osseuse horizontale située entre les labyrinthes ethmoïdaux et perpendiculaire à la lame verticale de l'os ethmoïde et au-dessus de la cavité nasale.

## Description
La lame criblée de l'ethmoïde est globalement rectangulaire.
Sa face supérieure présente les deux gouttières olfactives de part et d'autre de la crista galli recevant le bulbe olfactif.
La lame est perforée de nombreux trous : les foramens criblés qui livrent passage aux filets du nerf olfactif vers la cavité nasale.
Elle s'encastre dans l'incisure ethmoïdale de l'os frontal et forme le toit de la cavité nasale.
Dans sa partie antérieure, se trouvent les fissures ethmoïdales permettant le passage des artères méningées moyennes. Latéralement à ces fissures les sillons ethmoïdaux qui se poursuivent vers l'avant jusqu'au foramens ethmoïdaux antérieurs permettant le passage des artères ethmoïdales antérieures et du nerf ethmoïdal antérieur.
Son bord antérieur, court et épais, s'articule avec l'os frontal. Il présente deux petites ailes saillantes qui s’insèrent dans des dépressions correspondantes de l'os frontal pour compléter le foramen caecum.
Ses flancs sont lisses, et parfois bombés en raison de la présence d'un petit sinus  aérien à l'intérieur.
Les bords latéraux et le bord postérieur s'articulent avec l'os sphénoïde.

## Aspect clinique
Une fracture de la lame criblée peut entraîner une fuite de liquide céphalo-rachidien dans le nez et une perte de l'odorat.
C'est également une voie de passage d'agent pathogène débouchant sur une méningite.
En particulier c'est le point d'entrée de l'agent pathogène Naegleria fowleri responsable de la méningoencéphalite amibienne primitive. Cette amibe a tendance à détruire le bulbe olfactif et la face inférieure adjacente du lobe frontal du cerveau. Cette surface devient initialement le site de prolifération des trophozoïtes de Naegleria fowleri et de leur propagation ultérieure au reste du cerveau et du liquide céphalo-rachidien.
Un rinçage de cette zone avec une solution saline permet de faire un prélèvement pour un diagnostic PCR a été proposé. D'autres travaux ont également suggéré une administration médicamenteuse par cette voie à un stade précoce de la maladie. En 2017, l'inventeur de l'appareil permettant cette voie thérapeutique a suggéré qu'après de légères modifications, cette méthode pourrait également être efficace pour l'apport de cellules souches au cerveau.
Une récente étude australienne a montré que la bactérie à l'origine de la maladie tropicale mélioïdose, Burkholderia pseudomallei, peut également envahir le cerveau via le nerf olfactif en 24 h en traversant la plaque criblée.